# 金澎
金澎（1944年—），本名陳聰仁，台灣男藝人，出生於屏東縣，因祖父是金門人、父母是澎湖人，故以金澎為藝名。1965年入伍服兵役，加入中華民國陸軍干城藝工隊，就開始以歌舞才藝縱橫舞台。退伍後，曾加入林松義的太陽歌舞團和楊小萍的楊小萍舞蹈團。1969年至1970年間加入佳佳合唱團擔任主唱，並向星野隆學習舞台表演。因為參加歌舞劇表演，演出劇本裡的“小黑人”一角，從此後便以“小黑人”為名號走紅，並且開始活躍於電視節目中。
1973年（民國62年），於麗風有限公司灌錄第一張唱片。1973年至1976年間都於國外進行巡迴演出。1977年，先後和張小燕、張鳳翔主持台視電視節目《綿繡年華》中的歌舞時段。1980年，與華怡保主持台視電視節目《華怡保時間》，和華怡保一同演出。
金澎曾經在40歲之年，隻身前往美國學習爵士舞。歸國後，原本熱衷西洋音樂的金澎反而開始表演起台灣民謠和台灣老歌為主。他認為，因為學習了國外的表演，更加發現國外的東西再怎麼好也比不上自己家鄉的，反而轉向將學習到的國外表演模式和精神帶入台灣歌謠的表演，讓他的表演更具本土藝術性、也更不同。
金澎能歌善舞，在歌唱圈中曾與多位女藝人搭檔表演，除了上述幾位，尚有靜婷、姚蘇蓉、吳秀珠、鳳飛飛、崔苔菁、甄妮、陳淑樺、楊小萍等人。很多同期藝人都早已退出舞台，金澎卻依然活躍。經歷數十年的演藝事業，活力十足的金澎現在也有「歌壇活字典」稱號，對很多台灣經典老歌如數家珍。
金澎熱心參與宣慰僑胞等活動，多次受邀至美國表演。

## 電視劇
- 民視 《台灣奇案》鹿仔港金媽祖 飾演 程三孔